# David Gosselin (hockey sur glace)
Pour les articles homonymes, voir David Gosselin et Gosselin.
David Gosselin (né le 22 juin 1977 à Lévis, dans la province de Québec au Canada) est un joueur professionnel canadien de hockey sur glace,.

## Carrière de joueur
Après avoir joué au niveau junior dans la Ligue de hockey junior majeur du Québec, il signe avec les Predators de Nashville de la Ligue nationale de hockey. Lors de sa deuxième saison avec le club-école des Predators, il se joint à ces derniers pour dix parties, récoltant trois points.
Absent pendant la majorité de la saison 2000-2001, il attend la saison suivante avant d'endosser à nouveau l'uniforme des Predators pour trois parties. Après une autre année complète avec les Admirals de Milwaukee, il est échangé aux Stars de Dallas mais ne joue que pour leur club-école, les Grizzlies de l'Utah dans la Ligue américaine de hockey.
Par la suite, il passe quatre saisons en Allemagne avec les Lions de Frankfurt, les Huskies de Kassel et le SC Bietigheim-Bissingen.
Il commence la saison 2007-2008 avec le Alba Volán Székesfehérvár dans le Championnat d'Autriche de hockey sur glace, puis il revient au Canada terminer la saison avec les Summum-Chiefs de Saint-Jean-sur-Richelieu de la Ligue nord-américaine de hockey.
Il se joint ensuite au 98.3 FM de Saguenay qui devient le Marquis de Saguenay.
Le 2 février 2010, il est échangé à l'Isothermic de Thetford Mines, avec qui il termine la saison, puis le 10 septembre 2010, il est à nouveau échangé, cette fois au 3L de Rivière-du-Loup. Il prend sa retraite en 2012.

## Statistiques
| Saison     | Équipe                                    | Ligue           |    | Saison régulière | Saison régulière | Saison régulière | Saison régulière | Saison régulière |   | Séries éliminatoires | Séries éliminatoires | Séries éliminatoires | Séries éliminatoires | Séries éliminatoires |
| Saison     | Équipe                                    | Ligue           | PJ | B                | A                | Pts              | Pun              | PJ               | B | A                    | Pts                  | Pun                  |                      |                      |
| 1992-1993  | Riverains du Richelieu                    | LHMAAAQ         | 40 | 5                | 12               | 17               | 24               | 4                | 0 | 0                    | 0                    | 2                    |                      |                      |
| 1993-1994  | Riverains du Richelieu                    | LHMAAAQ         | 44 | 26               | 19               | 45               | 62               | 4                | 2 | 1                    | 3                    | 0                    |                      |                      |
| 1994-1995  | Faucons de Sherbrooke                     | LHJMQ           | 58 | 8                | 8                | 16               | 36               | 7                | 0 | 0                    | 0                    | 2                    |                      |                      |
| 1995-1996  | Faucons de Sherbrooke                     | LHJMQ           | 55 | 24               | 24               | 48               | 147              | 7                | 2 | 2                    | 4                    | 4                    |                      |                      |
| 1996-1997  | Faucons de Sherbrooke                     | LHJMQ           | 23 | 11               | 15               | 26               | 52               | -                | - | -                    | -                    | -                    |                      |                      |
| 1996-1997  | Saguenéens de Chicoutimi                  | LHJMQ           | 28 | 17               | 35               | 52               | 60               | 12               | 9 | 7                    | 16                   | 16                   |                      |                      |
| 1997-1998  | Saguenéens de Chicoutimi                  | LHJMQ           | 69 | 46               | 64               | 110              | 139              | 6                | 1 | 4                    | 5                    | 8                    |                      |                      |
| 1998-1999  | Admirals de Milwaukee                     | LIH             | 74 | 17               | 11               | 28               | 78               | 2                | 0 | 2                    | 2                    | 2                    |                      |                      |
| 1999-2000  | Admirals de Milwaukee                     | LIH             | 70 | 21               | 20               | 41               | 118              | 3                | 0 | 0                    | 0                    | 10                   |                      |                      |
| 1999-2000  | Predators de Nashville                    | LNH             | 10 | 2                | 1                | 3                | 6                | -                | - | -                    | -                    | -                    |                      |                      |
| 2000-2001  | Admirals de Milwaukee                     | LIH             | 32 | 5                | 9                | 14               | 56               | -                | - | -                    | -                    | -                    |                      |                      |
| 2001-2002  | Admirals de Milwaukee                     | LAH             | 66 | 11               | 21               | 33               | 112              | -                | - | -                    | -                    | -                    |                      |                      |
| 2001-2002  | Predators de Nashville                    | LNH             | 3  | 0                | 0                | 0                | 5                | -                | - | -                    | -                    | -                    |                      |                      |
| 2002-2003  | Grizzlies de l'Utah                       | LAH             | 80 | 12               | 22               | 34               | 141              | 2                | 0 | 1                    | 1                    | 6                    |                      |                      |
| 2003-2004  | Lions de Francfort                        | DEL             | 43 | 6                | 9                | 15               | 48               | 15               | 7 | 8                    | 15                   | 20                   |                      |                      |
| 2004-2005  | Huskies de Kassel                         | DEL             | 50 | 7                | 8                | 15               | 48               | 6                | 1 | 0                    | 1                    | 14                   |                      |                      |
| 2005-2006  | Lions de Francfort                        | DEL             | 50 | 12               | 8                | 20               | 124              | -                | - | -                    | -                    | -                    |                      |                      |
| 2006-2007  | SC Bietigheim-Bissingen                   | 2. Bundesliga   | 49 | 20               | 23               | 43               | 137              | -                | - | -                    | -                    | -                    |                      |                      |
| 2007-2008  | Alba Volán Székesfehérvár                 | OB I. Bajnokság | 1  | 1                | 0                | 1                | 0                | -                | - | -                    | -                    | -                    |                      |                      |
| 2007-2008  | Alba Volán Székesfehérvár                 | EBEL            | 12 | 2                | 1                | 3                | 22               | -                | - | -                    | -                    | -                    |                      |                      |
| 2007-2008  | Summum-Chiefs de Saint-Jean-sur-Richelieu | LNAH            | 36 | 20               | 29               | 49               | 62               | 4                | 3 | 3                    | 6                    | 6                    |                      |                      |
| 2008-2009  | 98.3 FM de Saguenay                       | LNAH            | 34 | 10               | 21               | 31               | 59               | 3                | 1 | 1                    | 2                    | 4                    |                      |                      |
| 2009-2010  | Marquis de Saguenay                       | LNAH            | 17 | 4                | 7                | 11               | 12               | -                | - | -                    | -                    | -                    |                      |                      |
| 2009-2010  | Isothermic de Thetford Mines              | LNAH            | 5  | 1                | 3                | 4                | 8                | 5                | 1 | 1                    | 2                    | 8                    |                      |                      |
| 2010-2011  | 3L de Rivière-du-Loup                     | LNAH            | 40 | 15               | 20               | 35               | 72               | 9                | 3 | 5                    | 8                    | 25                   |                      |                      |
| 2011-2012  | 3L de Rivière-du-Loup                     | LNAH            | 31 | 11               | 20               | 31               | 41               | -                | - | -                    | -                    | -                    |                      |                      |
| Totaux LNH | Totaux LNH                                | Totaux LNH      | 13 | 2                | 1                | 3                | 11               | -                | - | -                    | -                    | -                    |                      |                      |

## Transactions
- 1er juillet 1998 : signe un contrat comme agent libre avec les Predators de Nashville.
- 29 juin 2002 : échangé aux Stars de Dallas par les Predators de Nashville avec un choix de 5e tour (Eero Kilpeläinen) lors du repêchage d'entrée dans la LNH en 2003 en retour de Ed Belfour et de Cameron Mann.